# Zürichbergtunnel

Zürichbergtunnel im Kernstück der S-Bahn

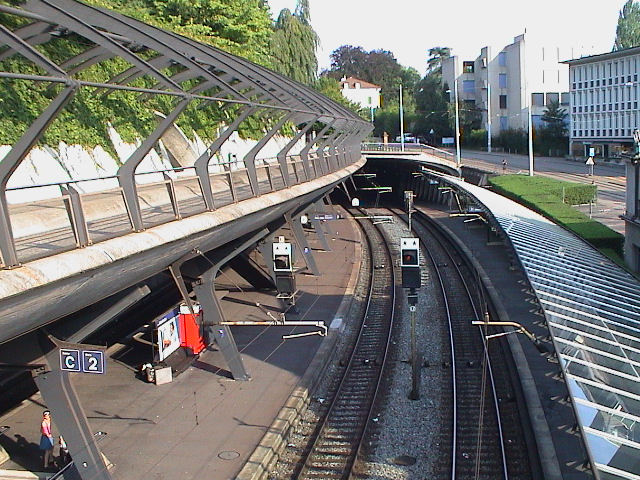
Bahnhof Stadelhofen mit Westportal

Der Zürichbergtunnel ist ein Eisenbahntunnel in der Stadt Zürich. Er verbindet den Bahnhof Stadelhofen mit dem Bahnhof Stettbach und wurde 1990 eröffnet. Seine Länge von Portal zu Portal beträgt 4968 Meter. Der Bahnhof Stettbach liegt grösstenteils im Zürichbergtunnel, der Bahnhof Stadelhofen schliesst unmittelbar an.
Anders als der Name vermuten lässt, führt der Tunnel nicht durch den Zürichberg, sondern unter dem weniger bekannten, südlich anschliessenden Adlisberg durch.

## Geschichte
Die Möglichkeit eines Tunnels unter dem Zürichberg wurde bereits in den 1870er-Jahren von der Schweizerischen Nationalbahn erörtert. Eine Stichbahn von Kloten durch den Zürichberg mit einem Bahnhof in der Nähe der Alten Tonhalle (heute Sechseläutenplatz) sollte die Stadt Zürich an die Nationalbahn anbinden. Das Projekt erwies sich damals aber als nicht ausführbar.
Nachdem eine Vorlage für die U- und S-Bahn Zürich 1973 vom Stimmvolk abgelehnt worden war, wurde schnell klar, dass dies vor allem daran lag, dass das Vorlagenpaket zu gross war. Das vorgeschlagene S-Bahn-Netz schien hingegen mehrheitsfähig. So ging man noch mal über die Bücher und versuchte ein redimensioniertes Projekt zu entwerfen, das nur die S-Bahn beinhaltete. Dabei wurde schnell klar, dass für die Einführung der S-Bahn Zürich ein Ausbau des Hauptbahnhofs unumgänglich wäre. Da dieser als Kopfbahnhof ausgebildet ist, war der Wille nach einem tiefgelegten Durchgangsbahnhof gross. Der direkt anschliessende Hirschengrabentunnel sollte die Aufhebung der einspurigen Linienführung über den Bahnhof Letten ermöglichen. Damit auch der Bahnhof Oerlikon entlastet werden konnte, war eine zweite Linie vom Limmattal ins Glatttal, in Richtung Winterthur, notwendig.
Aus vier möglichen Varianten wurde eine Linienführung gewählt, die nach dem Bahnhof Stadelhofen durch den Zürichbergtunnel ins Glatttal führen sollte. Die Fortsetzung, deren Hauptbauwerk das Neugutviadukt ist, sollte die Glatthalbahn überqueren und beim Bahnhof Dietlikon in die bestehende Bahnstrecke Oerlikon–Wallisellen–Effretikon–Winterthur einmünden. Die Glatthalbahn sollte mit einem kreuzungsfreien Bauwerk an die neue Strecke angeschlossen werden. Diese rund 12 Kilometer lange Neubaustrecke wurde der Hauptbestandteil des redimensionierten Projekts, das im November 1981 dem Stimmvolk vorgelegt wurde. Diesmal stimmten die Zürcher dem Projekt und der finanziellen Beteiligung des Kantons in Höhe von 523 Millionen Franken zu.
Damit waren die Voraussetzungen für den Bau des Zürichbergtunnels gegeben.
Bei der Neubaustrecke war insbesondere auf die Probleme Rücksicht zu nehmen, die eine Grossbaustelle in der Stadt mit sich bringt. Vielerorts musste auf bereits bestehende Strukturen im Untergrund Rücksicht genommen werden, so beim Bau des «Bahnhofs Museumstrasse» unter dem Hauptbahnhof, beim Hirschengrabentunnel, der unmittelbar östlich des Hauptbahnhofs die Limmat unterquert, und beim Zürichbergtunnel, für welchen mitten in der Stadt im Quartier Hottingen ein Schacht erstellt werden musste, in welchem die Tunnelbohrmaschine demontiert wurde. Für den sogenannten Antoniusschacht musste zudem die zukünftige Nutzung berücksichtigt werden.

## Bauausführung
Der Bau des Tunnels kann in vier Abschnitte unterteilt werden:
- das Verzweigungswerk Kreuzbühlstrasse, wo der Tunnel in den Riesbachtunnel der rechtsufrigen Zürichseebahn von Rapperswil einmündet
- der Antoniusschacht, von dem aus zwei Einspurtunnel nach Osten zum Kreuzungbauwerk respektive direkt zum Bahnhof Stadelhofen führen und der doppelspurige Zürichbergtunnel beginnt
- der eigentliche, doppelspurige Zürichbergtunnel
- der Bahnhof Stettbach, der teilweise überdeckt ist.

Nach Möglichkeit wurde eine feste Fahrbahn eingebaut.

### Bauabschnitt Verzweigungswerk Kreuzbühlstrasse
Dieser Bauabschnitt war eine grosse Herausforderung, da der Riesbachtunnel nicht für längere Zeit stillgelegt werden konnte. Nur während der Sommerferien konnte ein Bahnersatzbetrieb aufrechterhalten werden, zu anderen Zeiten waren die Pendlerströme dafür zu gross. Ausserdem führt durch die Kreuzbühlstrasse eine Tramstrecke der Verkehrsbetriebe Zürich, die auch von der Forchbahn mitbenutzt wird und welche nicht für lange Zeit unterbrochen werden konnte. Daneben befinden sich beidseitig der Strasse Bauwerke, die dem Denkmalschutz unterstehen, so dass sich der verfügbare Platz für die Baustelle auf die Strassenachse beschränkte. Also musste, nachdem die Werkleitungen verlegt worden waren, zuerst eine Hilfsbrücke erstellt werden, auf der der Verkehr während der Bauzeit verkehren konnte. Diese stützte sich auf die zuvor erstellte seeseitige Tunnelwand ab. Bergseitig ruhte sie auf Stützen. Danach konnte die bergseite Wand erstellt werden. Ebenfalls musste das alte Gewölbe des Riesbachtunnels gesichert werden. Dies geschah mit einem Stahlträgerrahmen, dessen Zwischenräume ausbetoniert wurden. Dank dieser Verstärkung konnte ein Teil der Decke ohne Abtragung des Gewölbes unter der Hilfsbrücke erstellt werden. Während der Sommerferien 1986 wurde innerhalb eines vierwöchigen Betriebsunterbruches der Seeline der betreffende Teil des Riesbachtunnels abgebrochen und der Rest der Tunneldecke erstellt. Auch der Teil der Bodenplatte, auf der die Seelinie zu liegen kam, wurde fertiggestellt. Danach konnte der neue Tunnel wieder überdeckt, die Strassen wiederhergestellt und die Hilfsbrücke abgebaut werden.

### Bauabschnitt Antoniusschacht
Weil der Anschluss an den mit einer Tunnelbohrmaschine ausgeführten Tunnelteil nicht vom Bahnhof Stadelhofen her erstellt werden konnte, musste eine Zwischenangriffslösung gefunden werden. Auch senkt sich der Tunnel schnell vom Bahnhof Stadelhofen ab, um die festen Gesteinsschichten eher zu erreichen. Als Installationsplatz für den Schacht wurde der Platz vor der St. Antoniuskirche an der Klosbachstrasse gefunden. Da die Kirchenstiftung auf dem Areal einen Neubau geplant hatte, war eine Zwischennutzung der Fläche naheliegend. Dass sich dieser Lösung auch das Bundesgericht anschloss, war eine glückliche Fügung für den Tunnelbau. An dieser Stelle endet die volle Molasse-Überdeckung der Tunnelachse, und am Schachtfuss beginnen die beiden Einspurtunnel Richtung Stadelhofen und Verzweigungswerk Kreuzbühlstrasse.
Für das Bohren der beiden Einspurtunnel kam erstmals in der Schweiz eine Methode mit einem horizontalen Jetpfahl-Schirm zur Anwendung, welche sich gegen das Gefrierverfahren durchsetzen konnte. Für den Ausbruch wurde eine Teilschnittmaschine mit Schrämkopf verwendet, mit welcher auch die Demontagekaverne für die Tunnelbohrmaschine erstellt wurde.
Besonders heikel war die Unterfahrung verschiedener Gebäude, darunter die First Church, die keine acht Meter unterfahren wurde. Aufgrund der geringen Überdeckung und der dadurch möglichen Körperschallübertragung wurde in beiden Einspurtunnel ein leichtes Masse-Feder-System eingebaut.
Der Antoniusschacht wurde nicht aufgefüllt. Es wurde darin eine achtstöckige Zivilschutzanlage mit rund 1 100 Plätzen erstellt. Ebenfalls im ehemaligen Schacht eingerichtet wurden Lagerräume für Kulturgüter des Staatsarchivs des Kantons Zürich. Im Schacht liegen auch Archive wichtiger ehemaliger Zürcher Firmen wie zum Beispiel der Escher Wyss AG und der Brauerei Hürlimann.

### Bauabschnitt Zürichbergtunnel
Durch die optimierte Linienführung und den Antoniusschacht konnte erreicht werden, dass der von der Seite Stettbach her bergmännisch zu bauende Tunnel durchgehend im festen Gestein zu liegen kam. Dieses besteht grösstenteils aus der oberen Süsswassermolasse, welche aus anderen Bauwerken um Zürich schon gut bekannt war. Da diese zum Quellen neigt, war eine standfeste Tunnelauskleidung notwendig. Daher wurde ein auch für den mechanischen Vortrieb grosszügiges Kreisprofil gewählt. Der Ausbruch erfolgte im Schildvortrieb mit einer Tunnelbohrmaschine mit Vollschneidkopf. Der Bohrkopf hatte einen Durchmesser von 11,52 Meter, und der Ausbruchquerschnitt betrug 104 m².

### Bauabschnitt Bahnhof Stettbach
Von dem rund 900 Meter langen Einschnitt, in dem der gesamte Bahnhof Stettbach und die Spurwechselweichen zu liegen kamen, wurden 425 Meter nachträglich überdeckt. Damit sind rund zwei Drittel des etwa 300 Meter langen Bahnsteigs überdeckt. Der Bahnhof liegt auf der Stadtgrenze zwischen Zürich und Dübendorf. In den flach ansteigenden Boden wurde der Einschnitt gegraben, dessen Sohle am südwestlichen Ende elf Meter tiefer liegt als die ursprüngliche Oberfläche. Der lange Einschnitt resultierte aus der Notwendigkeit, dass die Tunnelbohrmaschine angesetzt werden konnte. Da sich der Gleisabstand infolge des Mittelperons im Bahnhof auf zwölf Meter erweitert, war die offene Bauweise naheliegend.

## Betriebliches
Seinem Bestimmungszweck entsprechend wird der Tunnel vor allem von S-Bahn-Zügen befahren. Gelegentliche nutzen aber auch Post- und Fernverkehrszüge die Strecke. Der Zürichbergtunnel zählt zu den meistbefahrenen Eisenbahntunnels der Schweiz. Der Unterhalt und die Betriebsführung unterliegen der SBB.
Im Tunnel hat es eine Zugangsmöglichkeit zum Antoniusschacht. Dadurch wäre es nachts während der Betriebspause der S-Bahn möglich, das Lager des Staatsarchivs mit Güterzügen zu bedienen, wofür die Züge am Fuss des Antoniusschachts halten könnten.

## Ausbaupläne
Der Bahnhof Stadelhofen hat mit seinen drei Perrons seine Kapazitätsgrenze erreicht und stellt den größten Engpass im Zürcher S-Bahn-Netz dar. Ab voraussichtlich 2027 soll deshalb in zehnjähriger Bauzeit ein vierter, unterirdischer Perron gebaut werden. In diesem Zusammenhang sollen der Riesbach- und der Hirschengrabentunnel je eine neue Röhre erhalten und ein weiterer Tunnel eine Verbindung zum Zürichbergtunnel auf Höhe des Römerhofs herstellen. Das ganze Bauwerk soll etwa zweieinhalb Kilometer lang werden und 1,1 Milliarden Franken kosten.